# Next Top Model Grecia (quinta edizione)
La quinta stagione di Next Top Model della Grecia (abbreviato come GNTMgr, noto anche come Next Top Model della Grecia: Boys & Girls ) è stata presentata per la prima volta il 7 settembre 2020 ed è la terza stagione in onda su Star Channel . Per la prima volta nella Next Top Model greca, possono partecipare anche i ragazzi.
Vicky Kaya, Angelos Bratis e Dimitris Skoulos sono tornati come giudici, mentre Genevieve Majari ha sostituito Iliana Papageorgiou come giudice, ma è rimasta come art director. Inoltre, George Karavas ha sostituito Elena Christopoulou come mentore dei modelli.
I premi per questa stagione includevano un contratto di modellazione di due anni con Elite Model Management a Londra, un Mitsubishi Space Star e un premio in denaro di 50000 €.
Circa 10.000 ragazzi e ragazze hanno fatto domanda per lo spettacolo. Dieci ragazze e anche dieci ragazzi sono stati scelti per entrare nella casa delle modelle.</br> A differenza dell'anno scorso, non c'è nessuna destinazione internazionale a causa della pandemia COVID-19.
Il vincitore del concorso è stato il 20enne Iraklis Chuzinov. È stato il primo vincitore maschio dello spettacolo.

## Cast

### Giudici
- Vicky Kaya
- Angelos Bratis
- Dimitris Skoulos
- Genevieve Majari

### Altri membri del cast
- George Karavas - mentore
- Genevieve Majari - art director

### Concorrenti
(Le età dichiarate sono all'inizio del concorso )
| Concorrente | Concorrente             | Età | Altezza                | Città natale  | Finire     | Posto |
| ----------- | ----------------------- | --- | ---------------------- | ------------- | ---------- | ----- |
|             | Chrysa Kavraki          | 20  | 1.73 m (5 ft 8 in)     | Chania        | Episode 8  | 20    |
|             | Alexandra Exarchopoulou | 21  | 1.75 m (5 ft 9 in)     | Malmö, Sweden | Episode 9  | 19    |
|             | Panagiotis Petsas       | 22  | 1.84 m (6 ft 1⁄2 in)   | Athens        | Episode 11 | 18    |
|             | Irida Papoutsi          | 25  | 1.71 m (5 ft 7 1⁄2 in) | Agrinio       | Episode 13 | 17    |
|             | Irini Mitrakou          | 18  | 1.75 m (5 ft 9 in)     | Artemida      | Episode 14 | 16    |
|             | Konstantinos Tsentolini | 18  | 1.85 m (6 ft 1 in)     | Thessaloniki  | Episode 15 | 15    |
|             | Theodora Rachel         | 24  | 1.71 m (5 ft 7 1⁄2 in) | Thessaloniki  | Episode 19 | 14    |
|             | Panagiotis Antonopoulos | 23  | 1.86 m (6 ft 1 in)     | Larissa       | Episode 20 | 13    |
|             | Sifis Faradakis         | 20  | 1.85 m (6 ft 1 in)     | Chania        | Episode 21 | 12    |
|             | Marinela Zila           | 20  | 1.76 m (5 ft 9 1⁄2 in) | Rethymno      | Episode 22 | 11    |
|             | Emmanuel Elozieoua      | 21  | 1.88 m (6 ft 2 in)     | Thessaloniki  | Episode 23 | 10    |
|             | Dimosthenis Tzoumanis   | 29  | 1.88 m (6 ft 2 in)     | Thessaloniki  | Episode 25 | 9     |
|             | Liia Chuzhdan           | 20  | 1.72 m (5 ft 7 1⁄2 in) | Volos         | Episode 26 | 8     |
|             | Xenia Motskalidou       | 22  | 1.69 m (5 ft 6 1⁄2 in) | Athens        | Episode 27 | 7     |
|             | Mariagapi Xypolia       | 19  | 1.77 m (5 ft 9 1⁄2 in) | Athens        | Episode 28 | 6     |
|             | Edward Stergiou         | 24  | 1.87 m (6 ft 1 1⁄2 in) | Athens        | Episode 29 | 5     |
|             | Emiliano Markou         | 20  | 1.86 m (6 ft 1 in)     | Athens        | Episode 30 | 4     |
|             | Andreas Athanasopoulos  | 19  | 1.89 m (6 ft 2 1⁄2 in) | Amaliada      | Episode 30 | 3     |
|             | Paraskevi Kerasioti     | 19  | 1.74 m (5 ft 8 1⁄2 in) | Patras        | Episode 30 | 2     |
|             | Iraklis Chuzinov        | 20  | 1.84 m (6 ft 1⁄2 in)   | Athens        | Episode 30 | 1     |

## Riepiloghi degli episodi

### Episodi 1-5: Audizioni
Lo spettacolo è iniziato con la fase di audizione. Quest'anno le audizioni si sono svolte solo ad Atene con tutte le misure di sicurezza dovute alla pandemia COVID-19 . Le audizioni sono andate in onda per i primi cinque episodi dello spettacolo. Prima che i ragazzi e le ragazze passino ai giudici, stanno facendo un'intervista e un servizio fotografico con il loro allenatore George Karavas. Durante le audizioni, i ragazzi e le ragazze hanno avuto un breve colloquio con i giudici mentre camminavano anche in costume da bagno. Per avanzare, avevano bisogno di un "sì" da almeno 3 dei giudici. Questa stagione ha introdotto la Wild Card. Ogni giudice ha una Wild Card, se un concorrente non avanza al round successivo, allora un giudice può emettere la sua Wild Card e il concorrente può avanzare al Bootcamp.
| Giudice          | Concorrente        |
| ---------------- | ------------------ |
| Vicky Kaya       | Fay Vlami          |
| Angelos Bratis   | Yiorgos Rovithis   |
| Genevieve Majari | Nikoleta Alafouzou |
| Dimitris Skoulos | Stella Pierridi    |

### Episodi 5–6: Bootcamp
Prima parte: passerella ID
Durante il bootcamp, hanno preso parte gli 84 ragazzi e ragazze che sono avanzati dalle audizioni. Per la prima parte del bootcamp, i ragazzi e le ragazze hanno dovuto creare il proprio stile e camminare davanti ai giudici. La passerella ID si è svolta ad Atene .
Seconda parte: servizio fotografico
Per la seconda parte del bootcamp, 40 ragazzi e ragazze sono stati fotografati dal fotografo Panos Giannakopoulos. Il servizio fotografico si è svolto in una piscina di una lussuosa casa del castello fuori Atene e le modelle indossano costumi da bagno e posano sedute su un lettino gonfiabile in piscina. Prima che la seconda parte del bootcamp iniziasse, i giudici hanno dato a Konstantinos Tsentolinis un pass d'oro, quindi si è qualificato automaticamente per la casa dei modelli. Alla casa delle modelle sono passati in totale 20 ragazzi e ragazze.
- Vincitore del Golden Pass: Konstantinos Tsentolini
- Fotografo in primo piano: Panos Giannakopoulos

### Episodi 7–8: Mirror Naked
Data di messa in onda originale: 28 settembre 2020 -  29 settembre 2020
- Prima chiamata: Emiliano Markou
- In basso due: Alexandra Exarchopoulou e Chrysa Kavraki
- Eliminata: Chrysa Kavraki
- Fotografo in primo piano: Kosmas Koumianos

### Episodio 9: Beach Fighters
Data di messa in onda originale:5 ottobre 2020
- Prima chiamata: Edward Stergiou
- In basso due: Alexandra Exarchopoulou e Liia Chuzhdan
- Eliminata: Alexandra Exarchopoulou
- Fotografo in primo piano: Vasilis Topouslidis

### Episodio 10: Alternative Weddings
Data di messa in onda originale: 6 ottobre 2020
| Coppia                   | Concetto           |
| ------------------------ | ------------------ |
| Emiliano e Marinela      | New-Vlach          |
| Andreas e Theodora       | Classico           |
| Irakles e Panagiotis A.  | Boho               |
| Konstantinos e Mariagapi | Matrimonio forzato |
| Emmanuel e Paraskevi     | Gotico             |
| Liia e Sifis             | Bollywood          |
| Dimostene e Xenia        | Fricchettone       |
| Eirini e Panagiotis P.   | Easy Rider         |
| Edward e Irida           | Las Vegas          |

- Prima chiamata: Iraklis Chuzinov e Panagiotis Antonopoulos
- In basso quattro: Dimosthenes Tzoumanis, Eirini Mitrakou, Panagiotis Petsas e Xenia Motskalidou
- Eliminata: Xenia Motskalidou
- Fotografo in primo piano: Alexandra Argyri

### Episodio 11: Rotten Royals
Data di messa in onda originale:12 ottobre 2020
- Vincitore della sfida: Dimosthenes Tzoumanis
- Prima chiamata: Andreas Athanasopoulos
- In basso due: Panagiotis Petsas e Sifis Faradakis
- Eliminato: Panagiotis Petsas
- Fotografi in primo piano: Dimitris Skoulos, Apostolis Koukousas

### Episodio 12: The Makeover
Data di messa in onda originale: 13 ottobre 2020
I concorrenti hanno ricevuto i loro rifacimenti. Non è stato tenuto alcun panel.
- Vincitore della sfida: Sifis Faradakis

### Episodio 13: Crash
Data di messa in onda originale: 19 ottobre 2020
- Prima chiamata: Emiliano Markou
- In basso quattro: Irakles Chuzinov, Irida Papoutsi, Liia Chuzhdan e Mariagapi Xypolia
- Eliminata: Irida Papoutsi
- Fotografo in primo piano: Giorgos Kalfamanolis

### Episodio 14: Pop Extreme
Data di messa in onda originale: 20 ottobre 2020
- Vincitori della sfida: Andreas Athanasopoulos, Emmanuel Elozieoua e Mariagapi Xypolia
- Prima chiamata: Irakles Chuzinov
- In basso due: Eirini Mitrakou e Liia Chuzhdan
- Eliminata: Eirini Mitrakou
- Fotografo in primo piano: Giorgos Malekakis

### Episodio 15: Speed To Exceed
Data di messa in onda originale: 26 ottobre 2020
- Vincitore della sfida: Mariagapi Xypolia
- Prima chiamata: Dimosthenes Tzoumanis
- Eliminato: Konstantinos Tsentolini
- Fotografo in primo piano: Panos Georgiou

### Episodio 16: Underwater
Data di messa in onda originale: 27 ottobre 2020
- Vincitore della sfida: Sifis Faradakis
- Prima chiamata: Emiliano Markou
- In basso due: Paraskevi Kerasioti e Theodora Rachel
- Eliminata: Paraskevi Kerasioti
- Fotografi in primo piano: Alekos Nikolaou, Dionysis Koutsis

### Episodio 17: Art Director's Show
Data di messa in onda originale: 2 novembre 2020
- Immune: Emiliano Markou
- Prima chiamata: Andreas Athanasopoulos
- In basso due: Emmanuel Elozieoua e Irakles Chuzinov
- Eliminata: Emmanuel Elozieoua
- Fotografo in primo piano: Aggelos Potamianos

### Episodio 18: High Parachuting
Data di messa in onda originale: 3 novembre 2020
- Prima chiamata: Mariagapi Xypolia
- In basso due: Emiliano Markou e Irakles Chuzinov
- Eliminata: Irakles Chuzinov
- Fotografo in primo piano: Freddie F

### Episodio 19: We Love Greece
Data di messa in onda originale: 9 novembre 2020
- Prima chiamata: Sifis Faradakis
- In basso due: Theodora Rachel e Dimosthenes Tzoumanis
- Eliminata: Theodora Rachel
- Fotografo in primo piano: Stefanos Papadopoulos

### Episodio 20: Dog Walkers
Data di messa in onda originale: 10 novembre 2020
- Vincitore della sfida: Liia Chuzhdan
- Prima chiamata: Liia Chuzhdan
- In basso due: Marinela Zila e Panagiotis Antonopoulos
- Eliminata: Panagiotis Antonopoulos
- Fotografo in primo piano: Apostolis Koukousas

### Episodio 21: Tiger & Dragon
Data di messa in onda originale: 16 novembre 2020
- Restituiti: Emmanuel Elozieoua, Irakles Chuzinov, Paraskevi Kerasioti, Xenia Motskalidou
- Prima chiamata: Emmanuel Elozieoua e Irakles Chuzinov
- In basso due: Andreas Athanasopoulos e Sifis Faradakis
- Eliminato: Sifis Faradakis
- Fotografo in primo piano: Mike Tsitas

### Episodio 22: Distracted
Data di messa in onda originale: 17 novembre 2020
- Vincitore della sfida: Liia Chuzhdan
- Prima chiamata: Paraskevi Kerasioti
- In basso due: Dimosthenes Tzoumanis e Marinela Zila
- Eliminata: Marinela Zila
- Fotografo in primo piano: Thanasis Gatos

### Episodio 23: Couples On Stilts
Data di messa in onda originale: 23 novembre 2020
- Prima chiamata: Dimosthenes Tzoumanis
- In basso due: Emmanuel Elozieoua e Mariagapi Xypolia
- Eliminata: Emmanuel Elozieoua
- Fotografo in primo piano: Panagiotis Simopoulos

### Episodio 24: Scuba Diving
Data di messa in onda originale: 24 novembre 2020
- Vincitore della sfida: Emiliano Markou
- Fotografi in primo piano: Dimitris Skoulos, Panos Georgiou

### Episodio 25: Urban Superheroes
Data di messa in onda originale: 30 novembre 2020
- Vincitore della sfida: Andreas Athanasopoulos
- Prima chiamata: Xenia Motskalidou
- In basso due: Dimosthenes Tzoumanis e Mariagapi Xypolia
- Eliminata: Dimosthenes Tzoumanis
- Fotografo in primo piano: Panos Giannakopoulos

### Episodio 26: Pop Idols
Data di messa in onda originale: 1 dicembre 2020
- Vincitore della sfida: Irakles Chuzinov
- Prima chiamata: Irakles Chuzinov
- In basso due: Liia Chuzhdan e Xenia Motskalidou
- Eliminata: Liia Chuzhdan
- Fotografo in primo piano: Freddie F

### Episodio 27: Sand Dunes
Data di messa in onda originale: 7 dicembre 2020
- Prima chiamata: Paraskevi Kerasioti
- In basso due: Mariagapi Xypolia e Xenia Motskalidou
- Eliminata: Xenia Motskalidou
- Fotografo in primo piano: Marios Kazakos

### Episodio 28: Dante
Data di messa in onda originale:  8 dicembre 2020
- Vincitore della sfida: Edward Stergiou
- Prima chiamata: Andreas Athanasopoulos
- Eliminata: Mariagapi Xypolia
- Fotografi in primo piano: Kostas Simos, Stefanos Papadopoulos

### Episodio 29: Bond Models
Data di messa in onda originale: 14 dicembre 2020
- Prima chiamata: Emiliano Markou
- In basso due: Andreas Athanasopoulos e Edward Stergiou
- Eliminato: Edward Stergiou
- Fotografo in primo piano: Ioanna Tzetzoumi

### Episodio 30: The Show Must Go On, The Star Of The Night, The Blue Party -Finale
Data di messa in onda originale: 15 dicembre 2020

#### Parte 1
- Finale quattro: Andreas Athanasopoulos, Emiliano Markou, Irakles Chuzinov e Paraskevi Kerasioti
- Eliminato: Emiliano Markou

#### Parte 2
| Nº | Modello   | Punteggi dei giudici | Punteggi dei giudici | Punteggi dei giudici | Punteggi dei giudici | Punteggi dei giudici | Punteggi dei giudici | Punteggi pubblici | Punteggio totale |
| Nº | Modello   | Foto                 | Vicky                | Angelos              | Genevieve            | Dimitris             | Totale               | Punteggi pubblici | Punteggio totale |
| 1  | Irakles   | 1 °                  | 10                   | 9                    | 10                   | 10                   | 39                   | 16.2              | 95.2             |
| 1  | Irakles   | 2 °                  | 10                   | 10                   | 10                   | 10                   | 40                   | 16.2              | 95.2             |
| -- | --------- | -------------------- | -------------------- | -------------------- | -------------------- | -------------------- | -------------------- | ----------------- | ---------------- |
| 2  | Paraskevi | 1 °                  | 9                    | 10                   | 9                    | 10                   | 38                   | 11.0              | 87.0             |
| 2  | Paraskevi | 2 °                  | 10                   | 9                    | 9                    | 10                   | 38                   | 11.0              | 87.0             |
| 3  | Andreas   | 1 °                  | 9                    | 10                   | 9                    | 9                    | 37                   | 12.8              | 84.8             |
| 3  | Andreas   | 2 °                  | 9                    | 9                    | 8                    | 9                    | 35                   | 12.8              | 84.8             |

- Finale tre: Andreas Athanasopoulos, Irakles Chuzinov e Paraskevi Kerasioti
- Terzo posto: Andreas Athanasopoulos
- Secondo classificato: Paraskevi Kerasioti
- Vincitore: Irakles Chuzinov
- Fotografo in primo piano: Dimitris Skoulos

## Risultati
| Ordine | Episodi       | Episodi       | Episodi                | Episodi       | Episodi              | Episodi       | Episodi                                                                                        | Episodi       | Episodi       | Episodi       | Episodi       | Episodi       | Episodi            | Episodi     | Episodi         | Episodi     | Episodi   | Episodi   | Episodi                           | Episodi   | Episodi   |
| Ordine | 8             | 9             | 10                     | 11            | 13                   | 14            | 15                                                                                             | 16            | 17            | 18            | 19            | 20            | 21                 | 22          | 23              | 25          | 26        | 27        | 28                                | 29        | 30        |
| ------ | ------------- | ------------- | ---------------------- | ------------- | -------------------- | ------------- | ---------------------------------------------------------------------------------------------- | ------------- | ------------- | ------------- | ------------- | ------------- | ------------------ | ----------- | --------------- | ----------- | --------- | --------- | --------------------------------- | --------- | --------- |
| 1      | Emiliano      | Edward        | Irakles Panagiotis A.  | Andreas       | Emiliano Dimosthenes | Irakles       | Dimosthenes                                                                                    | Emiliano      | Emiliano      | Mariagapi     | Sifis         | Liia          | Emmanuel Irakles   | Paraskevi   | Dimosthenes     | Xenia       | Irakles   | Paraskevi | Andreas                           | Emiliano  | Irakles   |
| 2      | Andreas       | Andreas       | Irakles Panagiotis A.  | Konstantinos  | Emiliano Dimosthenes | Mariagapi     | Emiliano                                                                                       | Liia          | Andreas       | Andreas       | Marinela      | Emiliano      | Emmanuel Irakles   | Xenia       | Emiliano        | Edward      | Edward    | Irakles   | Edward Emiliano Irakles Paraskevi | Paraskevi | Paraskevi |
| 3      | Paraskevi     | Dimosthenes   | Emmanuel Paraskevi     | Liia          | Edward Emmanuel      | Panagiotis A. | Andreas Edward Emmanuel Irakles Liia Mariagapi Marinela Panagiotis A. Paraskevi Sifis Theodora | Andreas       | Dimosthenes   | Marinela      | Emiliano      | Andreas       | Dimosthenes Edward | Irakles     | Edward Xenia    | Paraskevi   | Andreas   | Edward    | Edward Emiliano Irakles Paraskevi | Irakles   | Andreas   |
| 4      | Irakles       | Mariagapi     | Emmanuel Paraskevi     | Paraskevi     | Edward Emmanuel      | Sifis         | Andreas Edward Emmanuel Irakles Liia Mariagapi Marinela Panagiotis A. Paraskevi Sifis Theodora | Panagiotis A. | Sifis         | Edward        | Panagiotis A. | Sifis         | Dimosthenes Edward | Mariagapi   | Edward Xenia    | Emiliano    | Emiliano  | Emiliano  | Edward Emiliano Irakles Paraskevi | Andreas   | Emiliano  |
| 5      | Liia          | Sifis         | Konstantinos Mariagapi | Dimosthenes   | Andreas Konstantinos | Theodora      | Andreas Edward Emmanuel Irakles Liia Mariagapi Marinela Panagiotis A. Paraskevi Sifis Theodora | Irakles       | Liia          | Panagiotis A. | Andreas       | Dimosthenes   | Paraskevi Xenia    | Emmanuel    | Andreas Irakles | Andreas     | Paraskevi | Andreas   | Edward Emiliano Irakles Paraskevi | Edward    |           |
| 6      | Eirini        | Paraskevi     | Konstantinos Mariagapi | Mariagapi     | Andreas Konstantinos | Emiliano      | Andreas Edward Emmanuel Irakles Liia Mariagapi Marinela Panagiotis A. Paraskevi Sifis Theodora | Mariagapi     | Panagiotis A. | Dimosthenes   | Mariagapi     | Edward        | Paraskevi Xenia    | Liia        | Andreas Irakles | Irakles     | Mariagapi | Mariagapi | Mariagapi                         |           |           |
| 7      | Panagiotis A. | Emiliano      | Andreas Theodora       | Theodora      | Marinela Sifis       | Andreas       | Andreas Edward Emmanuel Irakles Liia Mariagapi Marinela Panagiotis A. Paraskevi Sifis Theodora | Dimosthenes   | Edward        | Theodora      | Edward        | Mariagapi     | Mariagapi Marinela | Andreas     | Liia Paraskevi  | Liia        | Xenia     | Xenia     |                                   |           |           |
| 8      | Marinela      | Panagiotis P. | Andreas Theodora       | Eirini        | Marinela Sifis       | Edward        | Andreas Edward Emmanuel Irakles Liia Mariagapi Marinela Panagiotis A. Paraskevi Sifis Theodora | Emmanuel      | Marinela      | Liia          | Liia          | Marinela      | Mariagapi Marinela | Emiliano    | Liia Paraskevi  | Mariagapi   | Liia      |           |                                   |           |           |
| 9      | Panagiotis P. | Konstantinos  | Liia Sifis             | Marinela      | Eirini Panagiotis A. | Paraskevi     | Andreas Edward Emmanuel Irakles Liia Mariagapi Marinela Panagiotis A. Paraskevi Sifis Theodora | Edward        | Theodora      | Sifis         | Dimosthenes   | Panagiotis A. | Emiliano Liia      | Edward      | Mariagapi       | Dimosthenes |           |           |                                   |           |           |
| 10     | Emmanuel      | Irida         | Liia Sifis             | Emmanuel      | Eirini Panagiotis A. | Konstantinos  | Andreas Edward Emmanuel Irakles Liia Mariagapi Marinela Panagiotis A. Paraskevi Sifis Theodora | Sifis         | Mariagapi     | Emiliano      | Theodora      |               | Emiliano Liia      | Dimosthenes | Emmanuel        |             |           |           |                                   |           |           |
| 11     | Xenia         | Emmanuel      | Emiliano Marinela      | Irakles       | Paraskevi Theodora   | Marinela      | Andreas Edward Emmanuel Irakles Liia Mariagapi Marinela Panagiotis A. Paraskevi Sifis Theodora | Marinela      | Irakles       | Irakles       |               |               | Andreas            | Marinela    |                 |             |           |           |                                   |           |           |
| 12     | Edward        | Panagiotis A. | Emiliano Marinela      | Panagiotis A. | Paraskevi Theodora   | Emmanuel      | Andreas Edward Emmanuel Irakles Liia Mariagapi Marinela Panagiotis A. Paraskevi Sifis Theodora | Theodora      | Emmanuel      |               |               |               | Sifis              |             |                 |             |           |           |                                   |           |           |
| 13     | Mariagapi     | Marinela      | Edward Irida           | Irida         | Irakles              | Dimosthenes   | Andreas Edward Emmanuel Irakles Liia Mariagapi Marinela Panagiotis A. Paraskevi Sifis Theodora | Paraskevi     |               |               |               |               |                    |             |                 |             |           |           |                                   |           |           |
| 14     | Sifis         | Xenia         | Edward Irida           | Edward        | Liia                 | Liia          | Konstantinos                                                                                   |               |               |               |               |               |                    |             |                 |             |           |           |                                   |           |           |
| 15     | Irida         | Theodora      | Eirini Panagiotis P.   | Emiliano      | Mariagapi            | Eirini        |                                                                                                |               |               |               |               |               |                    |             |                 |             |           |           |                                   |           |           |
| 16     | Theodora      | Irakles       | Eirini Panagiotis P.   | Sifis         | Irida                |               |                                                                                                |               |               |               |               |               |                    |             |                 |             |           |           |                                   |           |           |
| 17     | Dimosthenes   | Eirini        | Dimosthenes            | Panagiotis P. |                      |               |                                                                                                |               |               |               |               |               |                    |             |                 |             |           |           |                                   |           |           |
| 18     | Konstantinos  | Liia          | Xenia                  |               |                      |               |                                                                                                |               |               |               |               |               |                    |             |                 |             |           |           |                                   |           |           |
| 19     | Alexandra     | Alexandra     |                        |               |                      |               |                                                                                                |               |               |               |               |               |                    |             |                 |             |           |           |                                   |           |           |
| 20     | Chrysa        |               |                        |               |                      |               |                                                                                                |               |               |               |               |               |                    |             |                 |             |           |           |                                   |           |           |